# Ďurkovce
Ďurkovce, ungarisch Gyürki ist eine Gemeinde im Süden der Slowakei mit 112 Einwohnern (Stand 31. Dezember 2024). Sie gehört zum Okres Veľký Krtíš, einem Kreis des Banskobystrický kraj.

## Geographie
Die Gemeinde befindet sich im Talkessel Ipeľská kotlina, einem Teil der größeren Einheit Juhoslovenská kotlina, am Südostrand der Hochebene Krupinská planina in einem seichten Tal am Bach Ďurkovský potok im Einzugsgebiet des Ipeľ. Das Ortszentrum liegt auf einer Höhe von 190 m n.m. und ist 20 Kilometer von Veľký Krtíš entfernt.
Nachbargemeinden sind Širákov im Norden, Kamenné Kosihy im Osten und Süden, Vinica im Westen und Čelovce im Nordwesten.

## Geschichte
Ďurkovce wurde zum ersten Mal 1262 als Gurky schriftlich erwähnt und war bis zum 19. Jahrhundert Besitz der örtlichen landadligen Familie Gyürki, danach gehörten die Ortsgüter den Familien Teleki und Majthényi. Im 16. Jahrhundert wurde das Dorf von den Türken vollkommen zerstört. 1715 gab es einen Haushalt, 1828 zählte man 42 Häuser und 257 Einwohner, die als Landwirte und Waldarbeiter beschäftigt waren.
Bis 1918/1919 gehörte der im Komitat Hont liegende Ort zum Königreich Ungarn und kam danach zur Tschechoslowakei beziehungsweise heute Slowakei. Auf Grund des Ersten Wiener Schiedsspruchs lag er von 1938 bis 1944 noch einmal in Ungarn.

## Bevölkerung
| Jahr                | 1994 | 2004     | 2014    | 2024  |
| ------------------- | ---- | -------- | ------- | ----- |
| Anzahl der Personen | 151  | 128      | 140     | 112   |
| Unterschied         |      | −15,23 % | +9,37 % | −20 % |

| Jahr                | 2023 | 2024    |
| ------------------- | ---- | ------- |
| Anzahl der Personen | 114  | 112     |
| Unterschied         |      | −1,75 % |

Gemäß der Volkszählung 2011 wohnten in Ďurkovce 130 Einwohner, davon 76 Magyaren und 48 Slowaken. Sechs Einwohner machten keine Angabe zur Ethnie. 
122 Einwohner bekannten sich zur römisch-katholischen Kirche und ein Einwohner zur evangelischen Kirche A. B. Ein Einwohner war konfessionslos und bei sechs Einwohnern wurde die Konfession nicht ermittelt.

## Bauwerke
- Glockenturm aus dem Jahr 1991